# Morti nel 2007/Aprile
| Questa pagina contiene informazioni ricavate automaticamente dalle voci biografiche con l'ausilio del template Bio e di un bot. L'aggiornamento è periodico e automatico e ricostruisce completamente la pagina. Se manca una persona in questa lista, sei pregato di non aggiungerla, ma accertati piuttosto che la sua voce biografica contenga il template Bio e che i dati anagrafici siano correttamente compilati. Se il template Bio manca, inseriscilo tu stesso o, in alternativa, metti l'avviso {{tmp\|Bio}} che ne segnala la mancanza. Se i dati riportati sono sbagliati, correggi direttamente la voce biografica; le modifiche saranno visibili in questa lista entro pochi giorni. Per chiarimenti vedi il progetto biografie. La lista contiene solo le 160 persone che sono citate nell'enciclopedia e per le quali è stato implementato correttamente il template Bio. Pagina aggiornata al 26 giu 2025. |

- 1º aprile - Laurie Baker, architetto indiano (n. 1917)
- 1º aprile - John Billings, medico australiano (n. 1918)
- 1º aprile - Driss Chraïbi, scrittore marocchino (n. 1926)
- 1º aprile - Bob McMillen, mezzofondista statunitense (n. 1928)
- 1º aprile - Glauco Monducci, partigiano e dirigente d'azienda italiano (n. 1923)
- 1º aprile - Josué Santos, cestista messicano (n. 1916)
- 1º aprile - Giuseppe Steiner, fondista italiano (n. 1929)
- 1º aprile - Carlos Vasino, cestista argentino (n. 1935)
- 1º aprile - Belinda Wright, ballerina inglese (n. 1929)
- 2 aprile - Satymkul Džumanazarov, maratoneta sovietico (n. 1951)
- 2 aprile - Henry Lee Giclas, astronomo statunitense (n. 1910)
- 2 aprile - Božin Laskov, calciatore bulgaro (n. 1922)
- 2 aprile - Žarko Petrović, pallavolista e dirigente sportivo serbo (n. 1964)
- 2 aprile - Tadjou Salou, calciatore togolese (n. 1974)
- 2 aprile - George Sewell, attore britannico (n. 1924)
- 2 aprile - Francesco Saverio Toppi, arcivescovo cattolico italiano (n. 1925)
- 2 aprile - Livio Vacchini, architetto svizzero (n. 1933)
- 3 aprile - Robin Montgomerie-Charrington, pilota automobilistico britannico (n. 1915)
- 3 aprile - Michael Joseph Murphy, vescovo cattolico statunitense (n. 1915)
- 3 aprile - Franco Pucci, attore italiano (n. 1920)
- 3 aprile - Burt Topper, regista statunitense (n. 1928)
- 3 aprile - Salvatore Venuta, biologo e oncologo italiano (n. 1944)
- 3 aprile - Vittorina Vivenza, discobola e velocista italiana (n. 1912)
- 3 aprile - Nina Wang, imprenditrice cinese (n. 1937)
- 3 aprile - Simon Zimny, calciatore francese (n. 1927)
- 4 aprile - Matt Aitch, cestista e allenatore di pallacanestro statunitense (n. 1944)
- 4 aprile - Ariel Clark, attore statunitense (n. 1984)
- 4 aprile - Bob Clark, sceneggiatore, produttore cinematografico e regista statunitense (n. 1939)
- 4 aprile - John Flynn, regista e sceneggiatore statunitense (n. 1932)
- 4 aprile - Reginald H. Fuller, presbitero, biblista e teologo britannico (n. 1915)
- 4 aprile - Karen Spärck Jones, informatica inglese (n. 1935)
- 5 aprile - Boris Durov, regista sovietico (n. 1937)
- 5 aprile - Maria Gripe, scrittrice svedese (n. 1923)
- 5 aprile - Thomas Stoltz Harvey, patologo statunitense (n. 1912)
- 5 aprile - Mark St. John, chitarrista statunitense (n. 1956)
- 5 aprile - Darryl Stingley, giocatore di football americano statunitense (n. 1951)
- 5 aprile - Nils Wiberg, chimico tedesco (n. 1934)
- 6 aprile - Luigi Comencini, regista, sceneggiatore e critico cinematografico italiano (n. 1916)
- 6 aprile - Dino Gavina, imprenditore, designer e editore italiano (n. 1922)
- 6 aprile - Colin Graham, direttore artistico e regista teatrale britannico (n. 1931)
- 6 aprile - Claudio Modigliani, psicoanalista e saggista italiano (n. 1916)
- 7 aprile - Marià Gonzalvo, calciatore spagnolo (n. 1922)
- 7 aprile - Johnny Hart, fumettista statunitense (n. 1931)
- 7 aprile - Victoriano Leguizamón, calciatore paraguaiano (n. 1922)
- 7 aprile - Brian Miller, calciatore e allenatore di calcio inglese (n. 1937)
- 7 aprile - Barry Nelson, attore statunitense (n. 1917)
- 7 aprile - Luis Robles Díaz, arcivescovo cattolico messicano (n. 1938)
- 8 aprile - Sol LeWitt, artista statunitense (n. 1928)
- 8 aprile - Christiane Nielsen, attrice tedesca (n. 1936)
- 8 aprile - Alberto Perrini, drammaturgo e critico teatrale italiano (n. 1919)
- 9 aprile - Robert Barnhart, lessicografo statunitense (n. 1933)
- 9 aprile - Egon Bondy, scrittore e poeta ceco (n. 1930)
- 9 aprile - Dorrit Hoffleit, astronoma statunitense (n. 1907)
- 9 aprile - Dumitru Pârvulescu, lottatore rumeno (n. 1933)
- 9 aprile - Satprem, scrittore francese (n. 1923)
- 10 aprile - Walter Hendl, direttore d'orchestra, compositore e pianista statunitense (n. 1917)
- 10 aprile - Salvatore Scarpitta, artista statunitense (n. 1919)
- 10 aprile - Dakota Staton, cantante statunitense (n. 1930)
- 11 aprile - Sergio Bardotti, paroliere e produttore discografico italiano (n. 1939)
- 11 aprile - Roscoe Lee Browne, attore e doppiatore statunitense (n. 1922)
- 11 aprile - Luigi Gatteschi, matematico italiano (n. 1923)
- 11 aprile - Kurt Vonnegut, scrittore statunitense (n. 1922)
- 12 aprile - Mario Jsmaele Castellano, arcivescovo cattolico italiano (n. 1913)
- 12 aprile - Bob Sullivan, cestista e giocatore di baseball statunitense (n. 1921)
- 13 aprile - Peter Beil, cantante, compositore e trombettista tedesco (n. 1937)
- 13 aprile - Matthias Hinze, attore e doppiatore tedesco (n. 1969)
- 13 aprile - Hans Koning, scrittore e giornalista olandese (n. 1921)
- 13 aprile - Steve Malovic, cestista statunitense (n. 1956)
- 13 aprile - Pranas Mažeika, cestista lituano (n. 1917)
- 13 aprile - Lionello Tulissi, calciatore italiano (n. 1934)
- 13 aprile - Nicanor Yñiguez, politico filippino (n. 1915)
- 14 aprile - Ladislav Adamec, politico cecoslovacco (n. 1926)
- 14 aprile - Bobby Cram, calciatore inglese (n. 1939)
- 14 aprile - Don Ho, cantante e attore statunitense (n. 1930)
- 14 aprile - Jim Jontz, politico statunitense (n. 1951)
- 14 aprile - René Rémond, storico e politologo francese (n. 1918)
- 14 aprile - Narciso Sabbadini, compositore e violinista italiano (n. 1912)
- 15 aprile - Carl Delacato, psicologo statunitense (n. 1923)
- 15 aprile - Maria Antonietta Macciocchi, scrittrice, giornalista e politica italiana (n. 1922)
- 15 aprile - Brant Parker, disegnatore statunitense (n. 1920)
- 16 aprile - Christof Exner, geologo austriaco (n. 1915)
- 16 aprile - Hristo Hristov, regista e sceneggiatore bulgaro (n. 1926)
- 16 aprile - Maria Lenk, nuotatrice brasiliana (n. 1915)
- 16 aprile - Giuseppe Ruzzolini, direttore della fotografia italiano (n. 1930)
- 17 aprile - Kitty Carlisle, attrice e cantante statunitense (n. 1910)
- 17 aprile - Raymond Kaelbel, calciatore e allenatore di calcio francese (n. 1932)
- 18 aprile - Michal Benedikovič, calciatore cecoslovacco (n. 1923)
- 18 aprile - Itchō Itō, politico giapponese (n. 1945)
- 18 aprile - Andrej Kvašňák, calciatore cecoslovacco (n. 1936)
- 18 aprile - Harry Miller, cestista statunitense (n. 1923)
- 18 aprile - Dick Vosburgh, scrittore, poeta e paroliere statunitense (n. 1929)
- 19 aprile - Carlo Maria Badini, direttore teatrale italiano (n. 1925)
- 19 aprile - Jean-Pierre Cassel, attore, ballerino e doppiatore francese (n. 1932)
- 19 aprile - Bohdan Paczyński, astronomo polacco (n. 1940)
- 19 aprile - Leszek Suski, schermidore polacco (n. 1930)
- 19 aprile - Helen Walton, imprenditrice statunitense (n. 1919)
- 20 aprile - Fred Fish, programmatore statunitense (n. 1952)
- 20 aprile - Andrew Hill, pianista e compositore statunitense (n. 1931)
- 20 aprile - Dougall José Montagnoli, calciatore argentino (n. 1953)
- 21 aprile - Fulvio Bracco, imprenditore e chimico italiano (n. 1909)
- 21 aprile - Stanisław Dragan, pugile polacco (n. 1941)
- 21 aprile - Bartolomeo Ferrari, presbitero italiano (n. 1911)
- 21 aprile - Hank Lefkowitz, cestista statunitense (n. 1923)
- 21 aprile - Parry O'Brien, pesista e discobolo statunitense (n. 1932)
- 21 aprile - Jules Sbroglia, calciatore francese (n. 1929)
- 21 aprile - Paolo Sema, politico e sindacalista italiano (n. 1915)
- 21 aprile - Don White, rugbista a 15, imprenditore e allenatore di rugby a 15 britannico (n. 1926)
- 22 aprile - Ugo Drago, aviatore italiano (n. 1915)
- 22 aprile - Alberto Grifi, regista, pittore e montatore italiano (n. 1938)
- 22 aprile - Edward Kofler, matematico polacco (n. 1911)
- 22 aprile - Juanita Millender-McDonald, politica statunitense (n. 1938)
- 22 aprile - Conchita Montenegro, attrice, cantante e ballerina spagnola (n. 1912)
- 22 aprile - Anne Pitoniak, attrice statunitense (n. 1922)
- 23 aprile - Pier Antonio Bellina, presbitero, scrittore e giornalista italiano (n. 1941)
- 23 aprile - Paul Erdman, scrittore statunitense (n. 1932)
- 23 aprile - Michael Smuin, ballerino, coreografo e direttore teatrale statunitense (n. 1938)
- 23 aprile - Boris Nikolaevič El'cin, politico sovietico (n. 1931)
- 24 aprile - Warren Avis, imprenditore e aviatore statunitense (n. 1915)
- 24 aprile - James Alan Ball, calciatore e allenatore di calcio inglese (n. 1946)
- 24 aprile - Sigfrido Bartolini, pittore, scrittore e incisore italiano (n. 1932)
- 24 aprile - Roy Jenson, attore canadese (n. 1927)
- 24 aprile - Amina Pandolfi, traduttrice italiana
- 25 aprile - Gaétan D'Amours, culturista canadese (n. 1933)
- 25 aprile - Woody Norris, cestista statunitense (n. 1919)
- 25 aprile - Bobby Pickett, cantante e attore statunitense (n. 1938)
- 25 aprile - Giancarlo Zoli, avvocato e politico italiano (n. 1917)
- 26 aprile - Giovanni Castagnola, calciatore italiano (n. 1923)
- 26 aprile - Florea Dumitrache, calciatore rumeno (n. 1948)
- 26 aprile - Henry LeTang, coreografo statunitense (n. 1915)
- 26 aprile - Giovanni Monaco, partigiano italiano (n. 1915)
- 26 aprile - Jack Valenti, funzionario statunitense (n. 1921)
- 27 aprile - Umberto Cerroni, giurista italiano (n. 1926)
- 27 aprile - Karel Dillen, politico belga (n. 1925)
- 27 aprile - Bill Forester, giocatore di football americano statunitense (n. 1932)
- 27 aprile - Kirill Jur'evič Lavrov, attore e regista russo (n. 1925)
- 27 aprile - Elsa Miranda, cantante, compositrice e attrice portoricana (n. 1922)
- 27 aprile - Jean Morlet, geofisico francese (n. 1931)
- 27 aprile - Mstislav Leopol'dovič Rostropovič, violoncellista e direttore d'orchestra russo (n. 1927)
- 27 aprile - Günter Thorhauer, calciatore tedesco orientale (n. 1931)
- 28 aprile - Nello Balestracci, politico italiano (n. 1927)
- 28 aprile - Luigi Filippo D'Amico, regista, sceneggiatore e scrittore italiano (n. 1924)
- 28 aprile - Dabbs Greer, attore statunitense (n. 1917)
- 28 aprile - Dan Stojović, calciatore jugoslavo (n. 1945)
- 28 aprile - Carl Friedrich von Weizsäcker, fisico, astrofisico e filosofo tedesco (n. 1912)
- 29 aprile - Kazimierz Jan Majdański, arcivescovo cattolico polacco (n. 1916)
- 29 aprile - Margherita Moriondo Lenzini, storica dell'arte italiana (n. 1923)
- 29 aprile - Gianni Nicoletti, francesista e traduttore italiano (n. 1924)
- 29 aprile - Joseph Nérette, giudice e politico haitiano (n. 1924)
- 29 aprile - George Pinker, ginecologo britannico (n. 1924)
- 29 aprile - Walter Psenner, imprenditore italiano (n. 1948)
- 29 aprile - Ted Purdon, calciatore sudafricano (n. 1930)
- 29 aprile - Ivica Račan, politico croato (n. 1944)
- 29 aprile - José de Huéscar, fumettista spagnolo (n. 1938)
- 30 aprile - Simone De Florio, politico italiano (n. 1928)
- 30 aprile - Erich Hahn, calciatore tedesco (n. 1937)
- 30 aprile - Grégory Lemarchal, cantante francese (n. 1983)
- 30 aprile - Kevin Mitchell, giocatore di football americano statunitense (n. 1971)
- 30 aprile - Tom Poston, attore statunitense (n. 1921)
- 30 aprile - Gordon Scott, attore statunitense (n. 1926)
- 30 aprile - Zola Taylor, cantante statunitense (n. 1938)